# Andrea Rögner
Andrea Rögner (* 23. April 1974 in Bad Mergentheim) ist eine deutsche Arbeitswissenschafterin, Kommunikationswissenschaftlerin und Hochschullehrerin.

## Werdegang
Andrea Rögner schloss 2001 an der Fachhochschule Aalen das Studium der Micro- und Feinwerktechnik/Mechatronik im Schwerpunkt „Technischer Redakteur“ als Dipl.-Ing. (FH) ab. Ihre Abschlussarbeit wurde mit dem mit 5.000 € dotierten Förderpreis des „Landesverbandes Südwestdeutschland der gewerblichen Berufsgenossenschaften“, der seit 1990 jährlich im gesamten Raum Baden-Württembergs, der Pfalz und des Saarlandes für besondere Diplomarbeiten auf dem Gebiet der Arbeitssicherheit vergeben wird, prämiert.
Im Januar 2005 wurde sie bei Heinz Bartsch an der Fakultät für Maschinenbau, Elektrotechnik und Wirtschaftsingenieurwesen der Brandenburgischen Technischen Universität Cottbus (BTU) auf dem Gebiet der Arbeitswissenschaft mit dem Prädikat „magna cum laude“ zur Dr.-Ing. promoviert. 2007 habilitierte sie bei Klaus Kornwachs an der Fakultät für Mathematik, Naturwissenschaften und Informatik der BTU zur Dr. phil. habil. für Kommunikationswissenschaft.
Im Juli 2007 wurde ihr die Leitung des Lehrgebietes Kommunikationswissenschaft an der BTU übertragen. Rögner leitete nach ihrer Habilitation gleichzeitig auch unter anderem als „Managerin International Process Harmonisation and Organisation Development“ Projekte für Airbus in Hamburg und führte bei der BKW Energie in Bern das Ressort „Technische Dienste“. 2009 ernannte sie die BTU, wo sie Lehrveranstaltungen für die Studiengänge „Informations- und Medientechnik“, „Kultur und Technik“ sowie für das fachübergreifende Studium hielt, zur Honorarprofessorin. Die TU Darmstadt sowie die TU Ilmenau übertrugen ihr Lehraufträge. Rögner war Vizepräsidentin der Fachhochschule Nordwestschweiz (FHNW) sowie Geschäftsführerin der Stiftung FHNW. Von 2014 bis 2017 leitete sie als Prorektorin die Weiterbildung Betriebswirtschaftslehre sowie die Hochschulentwicklung der Kalaidos Fachhochschule in Zürich. Dort lehrte sie in den Bachelor- und Masterprogrammen und war als Institutsleiterin „Allgemeine Betriebswirtschaftslehre“ (IAB) in der Forschung aktiv. Rögner war Program Leader im DBA Studium der Kalaidos Fachhochschule in Kooperation mit der Middlesex University. Im Mai 2017 wurde sie zur Prorektorin der Ausbildung in die Schulleitung der HSR Hochschule für Technik Rapperswil gewählt.

## Publikationen (Auszug)
- Der Weg zur „haftungssicheren“ Dokumentation. 2003 ISBN 978-3-930055-07-4
- Untersuchungen zur Funktion von Benutzerinformationen für die Beeinflussung der Menschlichen Zuverlässigkeit in sozio-technischen Systemen. 2005 urn:nbn:de:kobv:co1-000000621
- mit Heinz Bartsch: Zu Anforderungen an die technische Kommunikationsgestaltung in KMU - Organisationen September 2008
- Verständlichkeit und Klarheit von Benutzerinformationen und deren Normung durch semiotische Gestaltung unter Berücksichtigung der Interiorisation in sozio-technischen Systemen (Habilitationsschrift) 2007 OCLC 916004150